# جيمس بي بولاك
جيمس بي بولاك (بالإنجليزية: James B. Pollack)‏ (و. 1938 – 1994 م) هو عالم فلك من الولايات المتحدة الأمريكية .
توفي عن عمر يناهز 56 عاماً.

## التعليم
تعلم في جامعة هارفارد، وجامعة كاليفورنيا، بركلي

## مناصب وهيئات
أدار مركز أميس للأبحاث.